# Naissance en 931
Naissance
- 927
- 928
- 929
- 930
- 931
- 932
- 933
- 934
- 935

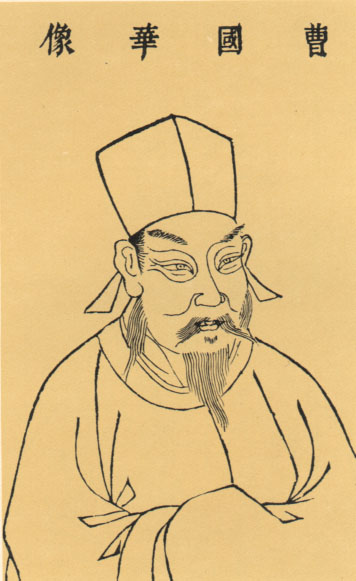
Cao Bin, né en 931.

Cette page dresse une liste de personnalités nées au cours de  l'année 931 :
- 28 mars : Liu Chengyou (en), second et dernier empereur chinois (Han postérieurs).
- 19 septembre : Liao Muzong, quatrième empereur de la dynastie Liao.

- Cao Bin (en), général chinois.
- Li Congyi (en), ou Prince de Xu, prince impérial chinois.

date incertaine (vers 931)
- Adélaïde de Bourgogne, ou Adélaïde du saint Empire, reine de Germanie puis impératrice du Saint-Empire.
- Boris II de Bulgarie, tsar de Bulgarie
- Fu (en), impératrice chinoise

## Crédit d'auteurs
- Cet article est partiellement ou en totalité issu de l'article intitulé « 931 » (voir la liste des auteurs).